# (4328) Valina
(4328) Valina est un astéroïde de la ceinture principale découvert par Henri Debehogne le 18 septembre 1982 depuis l'observatoire de La Silla.
L'astéroïde a été baptisé d'après le nom de l'astronome russe Valentina Arkadievna Andreichenko.